# L'arte della lana in Prato
L'arte della lana in Prato è un libro di Enrico Bruzzi pubblicato nel 1920 su iniziativa dell'Associazione Industriale e Commerciale dell'Arte della Lana. L'opera monografica si configura come un primo studio storicamente accurato sull'intera storia tessile di Prato ed ebbe come obiettivo «l'incremento ed ardore di tenace progresso all’Industria Laniera Pratese, ed a farla rifulgere della sua propria luce morale [....] presentando l’esca a chi potrà poi più degnamente e profondamente, sviluppare questi studi».
L'opera tratta delle origini e dello sviluppo dell'arte laniera pratese a partire dal Basso Medioevo, con un focus iniziale sulla diffusione della pastorizia degli ovini, l'annessa lavorazione della lana e la progettazione del sistema gorile dalle acque del fiume Bisenzio, per poi proseguire con l'instaurazione del dominio dei conti Alberti di Prato e la nascita della corporazione dell'Arte della Lana nell'età comunale. Lo studio prosegue con le vicende dell'Arte sotto la Repubblica fiorentina e il principato della casa dei Medici, mentre ampio spazio viene riservato al periodo tra Sette e Ottocento, giungendo alla costituzione del Regno d'Italia, che vedrà l'avvio definitivo della trasformazione industriale. L'opera si conclude con un prospetto generale dell'industria laniera locale del tempo (1920).

## Carta topografica laniera del Comune di Prato (1918)

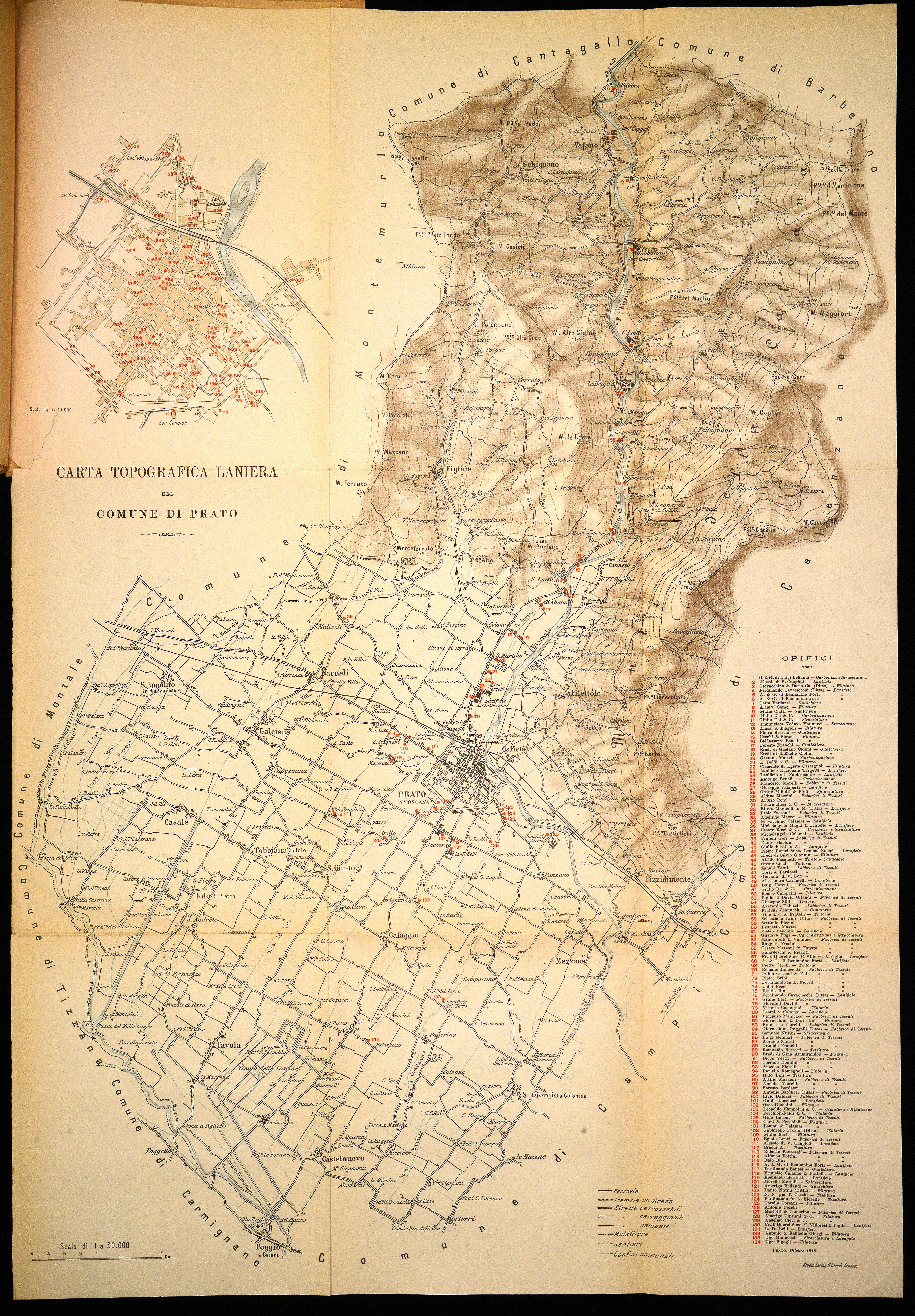

All'interno dell'opera è presente una carta topografica laniera che elenca i 134 opifici attivi in città nell'ottobre del 1918, a testimonianza della crescente mobilitazione industriale che ne conseguì dallo scoppio della Grande Guerra. Si tratta dell'unico tentativo di tracciare una mappa dello sviluppo dell'industria laniera a Prato e nella Val di Bisenzio. La mappa del distretto pratese è stata realizzata in scala 1:30.000 e ha come estremità la frazione Il Fabbro a nord, ai confini dei comuni di Cantagallo e Barberino; le frazioni di Tavola, Castelnuovo e Poggio a Caiano a sud, ai confini di Carmignano; la frazione di Sant'Ippolito, ai confini di Montale e Montemurlo; la frazione La Querce (oggi quartiere) a ovest, ai confini dei comuni di Calenzano e Campi Bisenzio. La mappa del centro di Prato è stata realizzata in una scala ridotta di 1:10.000, considerato che la maggior parte degli opifici del distretto tessile erano dislocati all'interno delle mura medievali della città.

## Elenco degli opifici
LEGENDA:
- riutilizzo [la struttura è riutilizzata per un'attività simile a quella iniziale]
- rigenerazione [la struttura è recuperata e riutilizzata per scopi diversi da quello iniziale]
- in rovina [sono presenti resti della struttura architettonica]
- demolito [la struttura è totalmente, o quasi, distrutta]

| n°  | Nome                                            | Tipologia di lavorazione       | Indirizzo storico                                           | Indirizzo attuale e coordinate                                                                   | Stato                                                                   | Immagine |
| --- | ----------------------------------------------- | ------------------------------ | ----------------------------------------------------------- | ------------------------------------------------------------------------------------------------ | ----------------------------------------------------------------------- | -------- |
| 1   | O & G di Luigi Bellandi                         | carbonizzo e stracciatura      | Località Il Fabbro-Usella, Cantagallo (PO)                  |                                                                                                  | demolito                                                                |          |
| 2   | Alceste di V. Cangioli                          | lanificio                      | Vaiano                                                      | Via Nuti, Vaiano \| 43°58′14.57″N 11°07′32.38″E                                                  | in parte demolito e in parte rigenerazione e riutilizzo                 |          |
| 3   | Giovacchino & Dario Cai (Ditta)                 | filatura                       | via di Sofignano, 141 - Vaiano (PO)                         | Via Arrigo Bartoli, 4 - Vaiano \| 43°57′52.81″N 11°07′43.53″E                                    | in rovina                                                               |          |
| 4   | Ferdinando Cavaciocchi (Ditta)                  | lanificio                      | via Gabolana, 129 - Vaiano (Sofignano)                      | Via Giuseppe Di Vittorio - Vaiano \| 43°57′19.06″N 11°07′45.68″E                                 | riutilizzo                                                              |          |
| 5   | A & G di Beniamino Forti                        | lanificio                      | Isola, 86                                                   | via Beniamino Forti, 2 - Vaiano \| 43°56′07.32″N 11°07′36.71″E                                   | in rovina                                                               |          |
| 6   | A & G di Beniamino Forti                        | lanificio                      | La Briglia, 8                                               | piazza della Chiesa - La Briglia - Vaiano \| 43°56′07.68″N 11°07′36.92″E                         | in parte riutilizzo, in parte rovina, in parte demolito                 |          |
| 7   | Carlo Bardazzi                                  | gualchiera                     | via di Bisenzio, 18 - Vaiano                                | via di Camino - La Briglia - Vaiano \| 43°55′49.49″N 11°07′35.6″E                                | probabilmente demolito                                                  |          |
| 8   | Alimo Sbraci                                    | filatura                       | Santa Lucia in Monte/Cartaia Vecchia                        | via della Cartaia, 3 - Vaiano \| 43°55′37.1″N 11°07′33.67″E                                      | riutilizzo                                                              |          |
| 9   | Giulio Ciatti                                   | gualchiera                     |                                                             |                                                                                                  |                                                                         |          |
| 10  | Giulio Dei & C.                                 | carbonizzazione                | via Bologna, 13 - Prato                                     | via Bologna 360 / via di Gamberame - Prato \| 43°54′52.63″N 11°07′31.24″E                        | riutilizzo                                                              |          |
| 11  | Giulio Dei & C.                                 | stracciatura                   | via Bologna, 2 - Prato                                      | via Bologna, 541 - Prato \| 43°54′38.36″N 11°07′07.24″E                                          | rigenerazione                                                           |          |
| 12  | Annunziata vedova Vannucci                      | stracciatura                   | via Bologna, 2 - Prato                                      | via Bologna, [?] - Prato                                                                         | probabilmente demolito                                                  |          |
| 13  | Aiazzi & Biagioli                               | filatura                       | via Bologna, fraz. Santa Lucia                              | via Bologna, 350 - Prato \| 43°54′29.42″N 11°06′58.22″E                                          | rigenerazione                                                           |          |
| 14  | Pietro Breschi                                  | gualchiera                     | via del Guado, 6 - Prato                                    | via del Guado a Santa Lucia , 7 (Mulino della Strisciola) - Prato \| 43°54′22.36″N 11°06′57.34″E | rigenerazione                                                           |          |
| 15  | Cecchi & Sbraci                                 | filatura                       | Borgo di Santa Lucia, 1                                     | via del Guado a Santa Lucia - Prato \| 43°54′21.13″N 11°06′58.8″E                                | probabilmente demolito                                                  |          |
| 16  | Baldassarre Benelli                             | filatura                       | Via Bologna Santa Lucia                                     | Via degli Abatoni - Prato                                                                        |                                                                         |          |
| 17  | Foresto Franchi                                 | gualchiera                     | Località Abatoni Santa Lucia                                | via degli Abatoni, 7 - Prato \| 43°54′16.49″N 11°06′39.65″E                                      | rigenerazione                                                           |          |
| 18  | Eredi di Gaetano Ciolini [gualchiera di Coiano] | gualchiera                     | Borgo di Coiano, 91 - Prato                                 | via Gualchiera, 33 - Prato \| 43°54′02.37″N 11°06′23.69″E                                        | progetto di recupero per musealizzazione                                |          |
| 19  | Eredi di Raffaello Ciolini                      | gualchiera                     | via delle Gualchiere - Prato                                | via Gualchiera, 39 - Prato \| 43°54′00.7″N 11°06′24.81″E                                         | rigenerazione                                                           |          |
| 20  | Gaetano Mattei                                  | carbonizzazione                | Casale di S. Martino Via per il Bisenzio                    | via Bisenzio a S. Martino - Prato \| 43°53′44.61″N 11°06′05.72″E                                 | riutilizzo                                                              |          |
| 21  | E. Baldi & C.                                   | filatura                       | via Bologna, 2 Coiano                                       |                                                                                                  |                                                                         |          |
| 22  | Clemente di Egisto Castagnoli                   | filatura                       | via Mozza, 12 - Coiano                                      |                                                                                                  |                                                                         |          |
| 23  | Lanificio Nazionale Targetti                    | lanificio                      | Coiano - La Crocchia, 13 - Prato                            | via Mozza sul Gorone - Prato \| 43°53′31.65″N 11°06′00.3″E                                       | demolito                                                                |          |
| 24  | Lanificio “Il Fabbricone”                       | lanificio                      | via Bologna, 7 - Prato                                      | via Ferdinando Targetti, 10 - Prato \| 43°53′26.87″N 11°05′59.71″E                               | riutilizzo Lanificio Fratelli Balli e rigenerazione (Teatro Fabbricone) |          |
| 25  | Amerigo Benelli                                 | carbonizzazione                |                                                             | via Montalese - Maliseti - Prato                                                                 | probabilmente demolito                                                  |          |
| 26  | Francesco Morelli                               | fabbrica di tessuti            | via Bologna 81 - Prato                                      | via Bologna                                                                                      | probabilmente demolito                                                  |          |
| 27  | Giuseppe Valaperti                              | lanificio                      | via Filippo Strozzi, 48 - Prato                             | via Vincenzo da Filicaia, 34 - Prato \| 43°53′17.41″N 11°05′40.18″E                              | riutilizzo                                                              |          |
| 28  | Oreste Miliotti & Figli                         | sfilacciatura                  | piazza Vittorio Emanuele - Prato                            |                                                                                                  |                                                                         |          |
| 29  | Aldino Mazzini                                  | fabbrica di tessuti            | via del Serraglio, 393 - Prato                              | via Bologna, - Prato                                                                             | rigenerazione                                                           |          |
| 30  | Arturo Rouf                                     | fabbrica di tessuti            | via Filippo Strozzi, 94 - Prato                             |                                                                                                  |                                                                         |          |
| 31  | Cesare Ricci & C.                               | stracciatura                   | via Curtatone, 12 - Prato                                   |                                                                                                  |                                                                         |          |
| 32  | Ettore Magnolfi fu E. (Ditta)                   | lanificio                      | via Filippo Strozzi, 56 - Prato                             | via Filippo Strozzi - Prato \| 43°53′10.56″N 11°05′34.75″E                                       | demolito                                                                |          |
| 33  | Paolo Saccenti                                  | fabbrica di tessuti            | via Montalese - Prato                                       |                                                                                                  |                                                                         |          |
| 34  | Adelindo Mazzei                                 | filatura                       |                                                             |                                                                                                  |                                                                         |          |
| 35  | Giovacchino Calamai                             | lanificio                      | via Bologna, 48 - Prato                                     |                                                                                                  |                                                                         |          |
| 36  | Michelangelo Magni & fratello                   | lanificio                      | Piazza Ciardi/Via G.B. Mazzoni - Prato                      |                                                                                                  |                                                                         |          |
| 37  | Cesare Ricci & C.                               | carbonizzazione e stracciatura |                                                             | sottopasso ferroviario Via Marini - Prato \| 43°53′09.6″N 11°05′30.18″E                          | demolito                                                                |          |
| 38  | Michelangelo Calamai                            | lanificio                      | via per il Bisenzio, 20 - Prato                             | via Jean Louis Protche - Prato \| 43°53′07.03″N 11°05′55.19″E                                    | rigenerazione e riutilizzo                                              |          |
| 39  | Fratelli Gori                                   | fabbrica di tessuti            | via dei Serragli, 104 - Prato                               |                                                                                                  |                                                                         |          |
| 40  | Dante Giachini                                  | fabbrica di tessuti            | via Filippo Strozzi - Prato                                 |                                                                                                  |                                                                         |          |
| 41  | Giulio Fossi fu A.                              | lanificio                      | Fuori Porta Serraglio                                       |                                                                                                  |                                                                         |          |
| 42  | Pietro Romei Succ. Lemmo Romei                  | lanificio                      | Piazza S. Agostino, 127 - Prato                             | piazza Sant'Agostino - Prato                                                                     | demolito                                                                |          |
| 43  | Eredi di Silvio Giannini                        | filatura                       | piazza sant'Agostino, 119 - Prato                           |                                                                                                  |                                                                         |          |
| 44  | Attilio Pasquetti                               | Tiratoio candeggio             |                                                             |                                                                                                  |                                                                         |          |
| 45  | Oreste Colzi                                    | tintoria                       |                                                             |                                                                                                  |                                                                         |          |
| 46  | Zanobi Fanti                                    | fabbrica di tessuti            | via Cesare Battisti, 32 - Prato                             |                                                                                                  |                                                                         |          |
| 47  | Corsi & Bardazzi                                | fabbrica di tessuti            | Piazza Sant'Agostino, 145 - Prato                           |                                                                                                  |                                                                         |          |
| 48  | Giovanni di V. Gori                             | fabbrica di tessuti            | via Convenevole da Prato, 303 - Prato                       |                                                                                                  |                                                                         |          |
| 49  | Alessandro Caramelli                            | cimatoria                      | via Guizzelmi, 90 - Prato                                   |                                                                                                  |                                                                         |          |
| 50  | Luigi Parenti                                   | fabbrica di tessuti            | via Gaetano Magnolfi, 421 - Prato                           |                                                                                                  |                                                                         |          |
| 51  | Giulio Dei & C.                                 | carbonizzazione                | Via San Giorgio - Prato                                     |                                                                                                  |                                                                         |          |
| 52  | Romeo Campaini                                  | filatura                       |                                                             |                                                                                                  |                                                                         |          |
| 53  | Figlio di David Orlandi                         | fabbrica di tessuti            | via Guizzelmi, 89 - Prato                                   |                                                                                                  |                                                                         |          |
| 54  | Giuseppe Silli                                  | tintoria                       | vicolo del Gelsomino - Prato                                | vicolo del Gelsomino - Prato \| 43°52′55.34″N 11°05′41.35″E                                      | rigenerazione                                                           |          |
| 55  | Averardo Dabizzi                                | fabbrica di tessuti            | via Luigi Muzzi, 87 - Prato                                 |                                                                                                  |                                                                         |          |
| 56  | Fratelli Vannucchi                              | cimatoria                      |                                                             |                                                                                                  |                                                                         |          |
| 57  | Gino Livi & fratelli                            | tintoria                       | via del Canto alle Tre Gore, 367 - Prato                    |                                                                                                  |                                                                         |          |
| 58  | Sebastiano Faini (Ditta)                        | fabbrica di tessuti            | via Santa Margherita, 289 - Prato                           |                                                                                                  |                                                                         |          |
| 59  | Settimio Piccini                                | fabbrica di tessuti            |                                                             |                                                                                                  |                                                                         |          |
| 60  | Brunetto Massai                                 | fabbrica di tessuti            |                                                             |                                                                                                  |                                                                         |          |
| 61  | Pietro Banchini                                 | lanificio                      | Vicolo del Gelsomino, 265 - Prato                           |                                                                                                  |                                                                         |          |
| 62  | Gustavo Pugi                                    | carbonizzazione e stracciatura | via Luigi Muzzi, 12 - Prato                                 |                                                                                                  |                                                                         |          |
| 63  | Mancantelli & Vannucci                          | fabbrica di tessuti            |                                                             |                                                                                                  |                                                                         |          |
| 64  | Ruggero Frosini                                 | fabbrica di tessuti            |                                                             |                                                                                                  |                                                                         |          |
| 65  | Cesare Mazzoni fu Fausto                        | fabbrica di tessuti            | Piazza Giordano Bruno - Prato                               | piazza San Domenico - Prato                                                                      |                                                                         |          |
| 66  | Galardeschi & Risaliti                          | fabbrica di tessuti            | via Altopascio, 142 - Prato                                 |                                                                                                  |                                                                         |          |
| 67  | Fratelli Querci succ. C. Villoresi & figlio     | lanificio                      | Via Giuseppe Garibaldi, 210 - Prato                         |                                                                                                  |                                                                         |          |
| 68  | A & G di Beniamino Forti                        | lanificio                      | via Felice Cavallotti, 352 - Prato                          | via Felice Cavallotti - Prato                                                                    |                                                                         |          |
| 69  | Pietro Cecchi                                   | tintoria                       | via de’ Tintori, 264 - Prato                                |                                                                                                  |                                                                         |          |
| 70  | Romano Innocenti                                | fabbrica di tessuti            |                                                             |                                                                                                  |                                                                         |          |
| 71  | Guido Cecconi & F.llo                           | fabbrica di tessuti            | via dell'Accademia, 17 - Prato                              |                                                                                                  |                                                                         |          |
| 72  | Pietro Brini                                    | fabbrica di tessuti            |                                                             |                                                                                                  |                                                                         |          |
| 73  | Ferdinando fu A. Fiorelli                       | fabbrica di tessuti            | piazza XX settembre, 201 - Prato                            |                                                                                                  |                                                                         |          |
| 74  | Luigi Pecci                                     | fabbrica di tessuti            | Piazza Vittorio Emanuele - Prato                            | piazza Mercatale - Prato                                                                         |                                                                         |          |
| 75  | Ersilia Bini                                    | fabbrica di tessuti            |                                                             |                                                                                                  |                                                                         |          |
| 76  | Ferdinando Cavaciocchi (Ditta)                  | lanificio                      | via Ricasoli, 317 - Prato                                   |                                                                                                  |                                                                         |          |
| 77  | Giulio Berti                                    | fabbrica di tessuti            | via Giuseppe Verdi, 102 - Prato                             |                                                                                                  |                                                                         |          |
| 78  | Giovanni Davini                                 | fabbrica di tessuti            | via Giuseppe Verdi, 104 - Prato                             |                                                                                                  |                                                                         |          |
| 79  | Vittorio Castagnoli                             | tintoria                       | Piazza Vittorio Emanuele - Prato                            |                                                                                                  |                                                                         |          |
| 80  | Casini & Calamai                                | lanificio                      |                                                             |                                                                                                  |                                                                         |          |
| 81  | Vincenzo Menicacci                              | fabbrica di tessuti            | via dei Cambioni, 185 - Prato                               |                                                                                                  |                                                                         |          |
| 82  | Giovacchino & Dario Cai (Ditta)                 | filatura                       | via Giuseppe Mazzini, 110 - Prato                           |                                                                                                  |                                                                         |          |
| 83  | Francesco Fiorelli                              | fabbrica di tessuti            | Via del Carmine, 122 - Prato                                | via del Carmine 6 - Prato \| 43°52′44.12″N 11°06′02.6″E                                          | rigenerazione                                                           |          |
| 84  | Giovacchino Puggelli (Ditta)                    | fabbrica di tessuti            | piazza Vittorio Emanuele, 181 - Prato                       | piazza Mercatale - Prato                                                                         |                                                                         |          |
| 85  | Samuele Nutini                                  | sfilacciatura                  |                                                             |                                                                                                  |                                                                         |          |
| 86  | Luigi Gennari                                   | fabbrica di tessuti            |                                                             |                                                                                                  |                                                                         |          |
| 87  | Abramo Sanesi                                   | fabbrica di tessuti            | via Giuseppe Mazzini, 395 - Prato                           |                                                                                                  |                                                                         |          |
| 88  | Orlando Franchi                                 | fabbrica di tessuti            | via Arcivescovo Antonio Martini - Prato                     | viale Vittorio Veneto /via Arcivescovo Antonio Martini - Prato \| 43°52′41.08″N 11°06′11.77″E    | demolita                                                                |          |
| 89  | Romualdo Berretti                               | tessitura                      |                                                             |                                                                                                  |                                                                         |          |
| 90  | Eredi di Gino Ammirandoli                       | filatura                       |                                                             |                                                                                                  |                                                                         |          |
| 91  | Diego Vestri                                    | fabbrica di tessuti            |                                                             |                                                                                                  |                                                                         |          |
| 92  | Corrado Donnini                                 | fabbrica di tessuti            |                                                             |                                                                                                  |                                                                         |          |
| 93  | Amedeo Fiorelli                                 | fabbrica di tessuti            | via Giuseppe Mazzini, 127 - Prato                           |                                                                                                  |                                                                         |          |
| 94  | Romelio Romagnoli                               | tintoria                       | piazza San Marco, 132 - Prato                               |                                                                                                  |                                                                         |          |
| 95  | Italo Bini                                      | tessitura                      |                                                             |                                                                                                  |                                                                         |          |
| 96  | Attilio Mazzoni                                 | fabbrica di tessuti            |                                                             |                                                                                                  |                                                                         |          |
| 97  | Anchise Fiorelli                                | fabbrica di tessuti            | Via del Ceppo Vecchio - Prato                               | via del Ceppo Vecchio - Prato \| 43°52′41.02″N 11°05′53.56″E                                     | rigenerazione                                                           |          |
| 98  | Foresto Bardazzi                                | fabbrica di tessuti            | via Pallacorda, 229 - Prato                                 |                                                                                                  |                                                                         |          |
| 99  | Antonio Bardazzi (ditta)                        | fabbrica di tessuti            | Piazza San Marco, 320 - Prato                               |                                                                                                  |                                                                         |          |
| 100 | Livio Dabizzi                                   | fabbrica di tessuti            | Via San Iacopo, 27 - Prato                                  | via dei Migliorati/Piazza S. Iacopo - Prato \| 43°52′42.02″N 11°05′46.63″E                       | quasi totalmente demolita                                               |          |
| 101 | Guido Lucchesi                                  | lanificio                      | via Giovacchino Carradori, 24 \| Piazza dei Macelli - Prato | via Giovacchino Carradori, 32 - Prato \| 43°52′39.69″N 11°05′32.76″E                             | rigenerazione                                                           |          |
| 102 | Osea Giachini                                   | filatura                       |                                                             |                                                                                                  |                                                                         |          |
| 103 | Leopoldo Campolmi & C                           | Cimatura e rifinizione         | via Puccetti, 111 - Prato                                   | via Puccetti, 3 - Prato \| 43°52′35.38″N 11°05′55.36″E                                           | rigenerazione (Biblioteca Lazzerini e Museo del Tessuto)                |          |
| 104 | Pecchioli-Faldi & C.                            | Tintoria                       | via Calimara, 270 - Prato                                   | via Cassero, 18 - Prato \| 43°52′39.11″N 11°06′00.93″E                                           | rigenerazione                                                           |          |
| 105 | Gino Luconi                                     | fabbrica di tessuti            | Via Marco Roncioni                                          |                                                                                                  |                                                                         |          |
| 106 | Corsi & Pecchioli                               | filatura                       |                                                             |                                                                                                  |                                                                         |          |
| 107 | Lemmi & Calamai                                 | filatura                       |                                                             |                                                                                                  |                                                                         |          |
| 108 | Gabbriello Frosini (ditta)                      | Tintoria                       | via de' Tintori - Prato                                     |                                                                                                  |                                                                         |          |
| 109 | Giulio Berti                                    | filatura                       | via Pomeria, 51 - Prato                                     |                                                                                                  |                                                                         |          |
| 110 | Egisto Lenzi                                    | fabbrica di tessuti            | via delle Conce Vecchie - Prato                             | via Fra' Bartolomeo - Prato \| 43°52′35.82″N 11°06′10.35″E                                       | rigenerazione                                                           |          |
| 111 | Alceste di V. Cangioli                          | lanificio                      | via Pomeria, 41 - Prato                                     | via Pomeria - Prato \| 43°52′32.8″N 11°05′51.62″E                                                | rigenerazione (rimasta solo la ciminiera)                               |          |
| 112 | Brachi A.                                       | tessitura                      | Fuori Porta Fiorentina - Prato                              |                                                                                                  |                                                                         |          |
| 113 | Roberto Benassai                                | fabbrica di tessuti            | Via Pomeria, 45 - Prato                                     |                                                                                                  |                                                                         |          |
| 114 | Alfonso Bettini                                 | fabbrica di tessuti            | via Pistoiese, 34 - Prato                                   |                                                                                                  |                                                                         |          |
| 115 | Italo Bini                                      | fabbrica di tessuti            | Via Pistoiese, 12 - Prato                                   | via Pistoiese, 148 - Prato \| 43°53′07.95″N 11°05′12.94″E                                        | rigenerazione                                                           |          |
| 116 | A & G di Beniamino Forti                        | lanificio                      | via Pistoiese, 50 - Prato                                   | via Vincenzo Bonicoli - Prato \| 43°53′03.62″N 11°05′05.26″E                                     | riutlizzo e rigenerazione                                               |          |
| 117 | Ferdinando Sanesi                               | gualchiera                     |                                                             |                                                                                                  |                                                                         |          |
| 118 | Brunetto Calamai & Fratello                     | lanificio                      | via San Paolo, 34 - Prato                                   | via San Paolo, 30 - Prato \| 43°52′50.95″N 11°05′02.13″E                                         | in rovina con progetto di recupero per rigenerazione e riutilizzo       |          |
| 119 | Romualdo Berretti                               | lanificio                      | Via delle Girandole - Prato                                 | via Paolo dell'Abbaco, 5 - Prato \| 43°52′36.16″N 11°05′26.63″E                                  | in rovina                                                               |          |
| 120 | Morello Morelli                                 | sfilacciatura                  | piazza dei Macelli, 14 - Prato                              |                                                                                                  |                                                                         |          |
| 121 | Amerigo Bellandi                                | gualchiera                     | via di Reggiana, 161 - Prato                                |                                                                                                  |                                                                         |          |
| 122 | Dante Nutini (ditta)                            | filatura                       | via Verdi, 103 - Prato                                      |                                                                                                  |                                                                         |          |
| 123 | N.N. già T. Cecchi                              | tessitura                      |                                                             |                                                                                                  |                                                                         |          |
| 124 | Ferdinando fu A. Fiorelli                       | tessitura                      | via delle Conce Vecchie, 36 - Prato                         | viale Montegrappa – Via Fra Bartolomeo - Prato                                                   | demolita                                                                |          |
| 125 | Torello Corsani                                 | filatura                       |                                                             |                                                                                                  |                                                                         |          |
| 126 | Antonio Cecchi                                  | filatura                       | Viale Montegrappa - Prato                                   |                                                                                                  |                                                                         |          |
| 127 | Mariotti & Camerino                             | fabbrica di tessuti            | via Roncioni - Prato                                        | via Adriano Zarini, 32 - Prato \| 43°52′21.22″N 11°05′31.22″E                                    | demolita                                                                |          |
| 128 | Amerigo Cipriani & C.                           | filatura                       | via Marco Roncioni, 7 - Prato                               |                                                                                                  |                                                                         |          |
| 129 | Anselmo Pieri & C                               | filatura                       |                                                             |                                                                                                  |                                                                         |          |
| 130 | Fratelli Querci succ. C. Villoresi & figlio     | lanificio                      | via Santa Gonda, 3 - Prato                                  | via Francesco Ferrucci, 195 - Prato \| 43°51′55.97″N 11°06′47.77″E                               | rigenerazione                                                           |          |
| 131 | L.D. Belli                                      | lanificio                      | Via Romita 14 - Prato                                       | via Romita - Prato \| 43°52′11.05″N 11°05′37.59″E                                                | demolita                                                                |          |
| 132 | Antonio & Raffaello Giorgi                      | filatura                       | Via della Gora - Prato (Grignano)                           |                                                                                                  |                                                                         |          |
| 133 | Ugo Mannocci                                    | stracciatura e lavaggio        |                                                             |                                                                                                  |                                                                         |          |
| 134 | Ugo Bigagli                                     | filatura                       | Fuori Porta Fiorentina                                      | via del Palasaccio, 32 - Prato \| 43°50′37.03″N 11°04′36.28″E                                    | in rovina                                                               |          |